# 水潦彝族乡
水潦彝族乡，是中华人民共和国四川省泸州市叙永县下辖的一个乡镇级行政单位。

## 行政区划
水潦彝族乡下辖以下地区：
俯黔社区、水潦村、岔河村、田坝村、雄光村、白腊村、海涯村、双山村、高坪村、大坝村和黄狮村。

## 中国传统村落
2013年8月，海涯彝族村被评为第二批中国传统村落。